# 류재하
류재하(Lyu Jae ha, 柳宰夏, 1960년~ )는 대한민국의 예술가(미디어 설치미술가)이자 대학교수이다. 1960년 대구에서 출생했다.
그는 최근 LED와 전통문화 접목하는 설치미술 작업을 선보이고 있다. 특히 G20 서울 정상회의 때 코엑스(COEX) 동관 로비에 설치됐던 작품 미디어 첨성대는 많은 관심을 모았다.